# Angolalla Terana Asagirt
Cet article court présente un sujet plus développé dans : Angolalla Tera et Asagirt.
Angolalla Terana Asagirt était l'un des 105 woredas de la région Amhara, en Éthiopie.
Il faisait partie de la zone Semien Shewa de la région Amhara et  s'est scindé, avant le recensement de 2007, en deux woredas appelés Angolalla Tera et Asagirt.
Son centre administratif était Chacha. Les autres agglomérations étaient une ancienne capitale du Choa appelée Angolalla ; Choki (ou Chek) à la limite de la région Oromia et Gina Ager[réf. souhaitée].